# Mikołaj Giżycki
Mikołaj Giżycki herbu Gozdawa (zm. 1636) – kasztelan czerski w latach 1622–1637, podkomorzy czerski w latach 1618–1622, dworzanin królewski, starosta strzelecki w 1625 roku.
Studiował w Krakowie w 1590 roku, w Ingolstadt w 1590 roku, w Padwie w latach 1592–1594 i w 1597 roku.
Poseł sejmiku czerskiego województwa mazowieckiego na sejm 1620 roku. W 1627 roku był deputatem Senatu do skarbu rawskiego.
W 1632 roku był elektorem Władysława IV Wazy z ziemi czerskiej.